# Royal Knokke
Royal Knokke FC es un club de fútbol belga de la ciudad de Knokke en la provincia de Flandes Occidental. El club está afiliado a la Real Asociación Belga de Fútbol con el número de matrícula 101 y tiene como colores el azul y blanco.

## Historia
Alrededor de 1905 el club se fundó como Knocke FC. Cuando se introdujeron las matrículas en 1926, a Knokke se le asignó el número 101.
Knokke alcanzó la división nacional por primera vez en 1927. El club terminó su primera temporada en la serie Nacional de Promoción, en ese momento el tercer nivel del fútbol belga, inmediatamente segundo en su grupo, después del AS Renaisien. En las siguientes temporadas, Knokke también terminó entre los mejores de su división. En 1931 se creó la Primera División, luego Segunda División, dividido en dos divisiones, y el número de clubes se duplicó. Gracias a su tercer puesto, Knokke pudo ascender ese año, y así llegó a Segunda División por primera vez en su historia. Sin embargo, Knokke lo pasó mal. En el primer año se evitó el descenso, pero en 1933 el equipo terminó penúltimo, por lo que volvió a la Promoción después de dos años. Dos años después, el club también terminó penúltimo en Promoción, y así se quedó fuera de las divisiones nacionales después de ocho temporadas.
En 1930 fue reconocido como Royal Society y poco después tomó el nombre de Royal Knokke Football Club. Esta fecha de reconocimiento parece probar la fundación alrededor de 1905.
En 1937 Knokke regresó al grupo de Promoción nacional y se mantuvo. En la temporada 1941/42 el club no terminó la temporada a causa de la Segunda Guerra Mundial . El club se mantuvo en mitad de tabla durante algunas temporadas, hasta que terminó antepenúltimo en 1946 y volvió a descender a la división provincial. Después de dos décadas de fútbol nacional, el club continuaría jugando en la Provincial durante el resto del siglo.
En 1997 el club ascendió a la máxima división provincial gracias al campeonato de Segunda Provincial. En 2000 pasaron a Segunda Provincial, después de que hubo una falta de claridad en un caso de soborno en torno a Eendracht Wervik. El campeón de Provincial Wervik, que normalmente sería ascendido a Promoción, fue declarado culpable inicialmente y, por lo tanto, debería ser relegado, lo que significaría el ascenso de Knokke. Al final, Wervik obtuvo la razón, obtuvo su ascenso y Knokke ascendió igualmente. Después de un año, el club pudo volver al más alto nivel provincial. En 2008, el ex internacional Sven Vermant comenzó a jugar al fútbol para Knokke tras terminar su carrera profesional.
En 2012, Knokke cayó a Segunda Provincial, pero pudo regresar a la ronda final después de una temporada. En Primera Provincial Knokke continuó con su ímpetu y se convirtió en campeón en 2014. Tras 67 años de fútbol provincial, el club volvió a ascender a la división nacional.
Dos títulos consecutivos aseguraron que el club ascendiera a la Primera División Aficionada en 2017. Después de otra temporada exitosa, Knokke terminó segundo en la clasificación final, lo que le permitió participar en la ronda final para el ascenso. Knokke ganó la ronda final, pero no solicitó una licencia para Segunda División, lo que significó que no fue Knokke sino Lommel SK (que había terminado primero en la clasificación final) el ascendido.
Al año siguiente, Knokke terminó último en la clasificación final, descendiendo a la Segunda División Aficionada. Allí fue campeón claramente, aunque fue de una manera especial. Debido al virus COVID-19, la Asociación Belga de Fútbol concluyó el 27 de marzo de 2020 detener todas las competiciones y determinar la clasificación final con las posiciones que se reflejaban en esa jornada. El equipo disputó 24 partidos en Segunda División Aficionada y terminó con 63 puntos en primer puesto, lo que le consiguió el ascenso a División Nacional 1.

## Temporada a temporada
| Temporada | Nivel | Nivel | Nivel | Nivel | Nivel | Nivel | Nivel | Nivel | Nivel | Denominación            | Puntuación | Observaciones                                                                           |
|           | I     | I     | II    | III   | IV    | P.I   | P.II  | P.III | P.IV  |                         |            |                                                                                         |
| --------- | ----- | ----- | ----- | ----- | ----- | ----- | ----- | ----- | ----- | ----------------------- | ---------- | --------------------------------------------------------------------------------------- |
| 2004/05   |       |       |       |       |       | 12    |       |       |       | Primera Provincial      | 38         |                                                                                         |
| 2005/06   |       |       |       |       |       | 3     |       |       |       | Primera Provincial      | 55         |                                                                                         |
| 2006/07   |       |       |       |       |       | 7     |       |       |       | Primera Provincial      | 44         |                                                                                         |
| 2007/08   |       |       |       |       |       | 9     |       |       |       | Primera Provincial      | 39         |                                                                                         |
| 2008/09   |       |       |       |       |       | 10    |       |       |       | Primera Provincial      | 42         |                                                                                         |
| 2009/10   |       |       |       |       |       | 5     |       |       |       | Primera Provincial      | 54         |                                                                                         |
| 2010/11   |       |       |       |       |       | 6     |       |       |       | Primera Provincial      | 48         |                                                                                         |
| 2011/12   |       |       |       |       |       | 13    |       |       |       | Primera Provincial      | 34         |                                                                                         |
| 2012/13   |       |       |       |       |       |       | 2     |       |       | Segunda Provincial      | 62         | Ascenso a la ronda final después de una victoria contra Torhout 1992 KM y KWS Oudenburg |
| 2013/14   |       |       |       |       |       | 1     |       |       |       | Primera Provincial      | 72         |                                                                                         |
| 2014/15   |       |       |       |       | 7     |       |       |       |       | Cuarta División         | 46         |                                                                                         |
| 2015/16   |       |       |       |       | 1     |       |       |       |       | Cuarta División         | 60         |                                                                                         |
|           | 1A    | 1B    | 1Am   | 2Am   | 3Am   | P.I   | P.II  | P.III | P.IV  |                         |            | Desde 2016-17 hay 3 niveles nacionales y 2 regionales                                   |
| 2016/17   |       |       |       | 1     |       |       |       |       |       | Segunda Div. Aficionada | 72         |                                                                                         |
| 2017/18   |       |       | 1     |       |       |       |       |       |       | Primera Div. Aficionada | 47         | En la temporada regular, Knokke quedó segundo con 61 puntos por detrás de Lommel SK     |
| 2018/19   |       |       | 16    |       |       |       |       |       |       | Primera Div. Aficionada | 24         | Descenso a Segunda Aficionada                                                           |
| 2019/20   |       |       |       | 1     |       |       |       |       |       | Segunda Div. Aficionada | 63         | Competición se detuvo debido al virus COVID-19, pero dado por campeón y ascenso         |
| 2020/21   |       |       | -     |       |       |       |       |       |       | División Nacional 1     | -          | no se disputó por Covid-19                                                              |
| 2021/22   |       |       | 2     |       |       |       |       |       |       | División Nacional 1     | 48         |                                                                                         |
| 2022/23   |       |       | 8     |       |       |       |       |       |       | División Nacional 1     | 60         |                                                                                         |